# Minneconjou
Minneconjou ali Mnikȟówožu / Hoȟwóžu so severnoameriško pleme Indijancev Amerike in pripadajo plemenu Lakota. Ime »Minneconjou« je francoska oblika samoimenovanja »Mnikȟówožu« ali »Hokwoju« (»Rastline ob vodi«) in pomeni »sajenje ob vodi« ali tudi „Rastline ob vodi“, oz. „Sadilci ob potoku ali vodi“.
Lakota so pleme plemenske zveze Sedem ognjev ali Sujev, jezikovne skupine Siouan.  
Plemensko zvezo Sedem Ognjev ali Sujev tvorijo še štiri plemena vzhodnih Dakot Mdewakanton, Sisseton, Wahpekute in Wahpeton ter dve plemeni zahodnih Dakot Yanktonai in Yankton.
Lakote so se delili nadalje na tri regionalne skupine in sedem podplemen:
1. Severne Lakote
- Hunkpapa[1][2]
- Sihasapa (Blackfeet, ne smejo se zamenjevati s sovražnimi algonkinsko govorečimi Blackfoot)[3]

2. Srednje Lakote
- Minneconjou
- Sans Arc (Itazipco)
- Two Kettles (Oohenonpa ) (nekoč del skupine Wanhin Wega Band iz Minneconjou skupine, neodvisna od okoli leta 1840)[5]

3. Južne Lakote
- Oglala
- Brule (Sicangu)[6]

## Skupine ali Thiyóšpaye Minneconjou
Minneconjou se pogosto imenujejo skupaj z Itazipco (iz Itázipčho, Itazipcola, Hazipco – 'Tisti, ki lovijo brez lokov' – 'Tisti, ki lovijo brez lokov', francosko Sans Arc) in Two Kettles (iz Oohenonpa, 'Dvojno vrenje', Dva kotla) kot osrednji Lakota  ter so razdeljeni v naslednje skupine:
- Unkche yuta ('Jedci gnoja')
- Glaglaheca ('Neurejeni', 'Nemarni', 'Nepomemben')
- Shunka Yute Shni ('Ne jedo psov', ločeni od Wanhin Wega)
- Nige Tanka ('Velik trebuh')
- Wakpokinyan ('Leti vzdolž reke')
- Inyan Ha Oin (‘Uhan iz školjk’)
- Siksicela ali Shikshichela (‘Slabi’, ‘Slabi različnih vrst’)
- Wagleza-Oin (‘Uhan iz podvezice’)
- Wanhin Wega (‘Zlomljena puščica’, Shunka Yute Shni in Oóhenuŋpa sta se ločila okoli leta 1840, slednja je postala neodvisna)

Two Kettles so nekoč pripadali Wanhin Wega ljudstva Minneconjou, vendar so se od nje ločili okoli leta 1840 in takrat ustanovili neodvisno skupino.
Glej tudi:
- Suji
- Dakota
- Yankton
- Yanktonai
- Sisseton
- Wahpekute
- Wahpeton
- Mdewakanton